# Kernkraftwerk Hongyanhe
Das Kernkraftwerk Hongyanhe liegt in Hongyanhe, Donggang, Wafangdian, Dalian, Provinz Liaoning in der Volksrepublik China.
Das Kraftwerk wurde in zwei Bauphasen errichtet. Die erste Phase bestand aus dem Bau von vier Reaktoren des Typs CPR-1000 und die zweite Phase aus dem Bau von zwei Reaktoren des Typs ACPR-1000. Der Reaktortyp CPR-1000 ist ein chinesischer Druckwasserreaktor der Generation II+, basierend auf dem französischen Design M310, weshalb ein Teil der Rechte bei Areva liegen. Der Reaktortyp ACPR-1000 ist eine chinesische Weiterentwicklung der Generation III, alle Rechte liegen bei chinesischen Inhabern (CGN).

## Phase 1
Die Phase 1 umfasste die Errichtung von vier Reaktorblöcken mit jeweils einem Druckwasserreaktor (DWR) des Typs CPR-1000. Der CPR-1000 ist für eine Betriebsdauer von 60 Jahren ausgelegt. Die ursprünglich veranschlagten Gesamtkosten für die Errichtung der vier Blöcke werden mit 50 Mrd. CNY (bzw. ca. 6,6 Mrd. USD) angegeben;

### Block 1
Der Block 1 verfügt über einen DWR vom Typ CPR-1000 mit einer Netto- bzw. Bruttoleistung von 1061 bzw. 1119 MWe; seine thermische Leistung liegt bei 2905 MWt.
Mit dem Bau von Block 1 wurde am 18. August 2007 begonnen. Am 16. Januar 2013 erreichte der Reaktor erstmals die Kritikalität. Er wurde am 17. Februar 2013 mit dem Stromnetz synchronisiert und nahm am 6. Juni 2013 den kommerziellen Betrieb auf. Der Block 1 hat von 2013 bis Ende 2021 insgesamt 66,37 TWh Strom erzeugt; im Jahr 2021 erzielte er mit 8760 Betriebsstunden und einer Produktion von 8980,89 GWh sein bestes Ergebnis.

### Block 2
Der Block 2 verfügt über einen DWR vom Typ CPR-1000 mit einer Netto- bzw. Bruttoleistung von 1061 bzw. 1119 MWe; seine thermische Leistung liegt bei 2905 MWt.
Mit dem Bau von Block 2 wurde am 28. März 2008 begonnen. Am 24. Oktober 2013 erreichte der Reaktor erstmals die Kritikalität. Er wurde am 23. November 2013 mit dem Stromnetz synchronisiert und nahm am 13. Mai 2014 den kommerziellen Betrieb auf. Der Block 2 hat von 2013 bis Ende 2021 insgesamt 51,4 TWh Strom erzeugt; im Jahr 2021 erzielte er mit 8027 Betriebsstunden und einer Produktion von 8195,34 GWh sein bestes Ergebnis.

### Block 3
Der Block 3 verfügt über einen DWR vom Typ CPR-1000 mit einer Netto- bzw. Bruttoleistung von 1061 bzw. 1119 MWe; seine thermische Leistung liegt bei 2905 MWt.
Mit dem Bau von Block 3 wurde am 7. März 2009 begonnen. Am 27. Oktober 2014 erreichte der Reaktor erstmals die Kritikalität. Er wurde am 23. März 2015 mit dem Stromnetz synchronisiert und nahm am 16. August 2015 den kommerziellen Betrieb auf. Der Block 3 hat von 2015 bis Ende 2021 insgesamt 42,33 TWh Strom erzeugt; im Jahr 2021 erzielte er mit 7670 Betriebsstunden und einer Produktion von 7943,87 GWh sein bestes Ergebnis.

### Block 4
Der Block 4 verfügt über einen DWR vom Typ CPR-1000 mit einer Netto- bzw. Bruttoleistung von 1061 bzw. 1119 MWe; seine thermische Leistung liegt bei 2905 MWt.
Mit dem Bau von Block 4 wurde am 15. August 2009 begonnen. Am 5. März 2016 erreichte der Reaktor erstmals die Kritikalität. Er wurde am 1. April 2016 mit dem Stromnetz synchronisiert und nahm am 8. Juni 2016 den kommerziellen Betrieb auf. Der Block 4 hat von 2016 bis Ende 2021 insgesamt 33,31 TWh Strom erzeugt; im Jahr 2021 erzielte er mit 8177 Betriebsstunden und einer Produktion von 8327,55 GWh sein bestes Ergebnis.

## Phase 2
Die Phase 2 umfasste die Errichtung von zwei Reaktorblöcken mit jeweils einem DWR des Typs ACPR-1000. Die ursprünglich veranschlagten Gesamtkosten für die Errichtung der zwei Blöcke werden mit 25 Mrd. CNY angegeben;

### Block 5
Der Block 5 verfügt über einen DWR vom Typ ACPR-1000 mit einer Netto- bzw. Bruttoleistung von 1061 bzw. 1119 MWe; seine thermische Leistung liegt bei 2905 MWt.
Mit dem Bau von Block 5 wurde am 29. März 2015 begonnen. Am 13. Juni 2021 erreichte der Reaktor erstmals die Kritikalität. Er wurde am 25. Juni 2021 mit dem Stromnetz synchronisiert und nahm am 31. Juli 2021 den kommerziellen Betrieb auf. Der Block 1 hat bis Ende 2021 insgesamt 4,72 TWh Strom erzeugt.

### Block 6
Der Block 6 verfügt über einen DWR vom Typ ACPR-1000 mit einer Netto- bzw. Bruttoleistung von 1061 bzw. 1119 MWe; seine thermische Leistung liegt bei 2905 MWt.
Mit dem Bau von Block 6 wurde am 24. Juli 2015 begonnen. Am 21. April 2022 erreichte der Reaktor erstmals die Kritikalität. Er wurde am 2. Mai 2022 mit dem Stromnetz synchronisiert und nahm am 23. Juni 2022 den kommerziellen Betrieb auf.

## Eigentümer
Das Kraftwerk ist im Besitz der Liaoning Hongyanhe Nuclear Power Co. Ltd. (LHNPC) und wird auch von LHNPC betrieben. An LHNPC sind die China General Nuclear Power Group (CGN) mit 45 %, die China Power Investment Corp mit 45 % und die Dalian Municipal Construction Investment Co mit 10 % beteiligt.

## Sonstiges
Das Kraftwerk kann mit den sechs Reaktorblöcken pro Jahr ca. 48 TWh Strom erzeugen; damit deckt es ca. 20 % des Strombedarfs der Provinz Liaoning. Um dieselbe Menge Strom mittels Kohlekraftwerken zu erzeugen, müssten mehr als 14 Mio. t Kohle verbrannt werden, wobei ca. 40 Mio. t CO2 emittiert würden.

## Daten der Reaktorblöcke
Das Kernkraftwerk Hongyanhe hat sechs Blöcke (Quelle: IAEA, Stand: Oktober 2022):
| Block | Reaktortyp | Modell    | Status     | Netto- leistung in MWe (Design) | Brutto- leistung in MWe | Therm. Leistung in MWt | Baubeginn  | Erste Kritikalität | Erste Netzsyn- chronisation | Kommer- zieller Betrieb (geplant) | Abschal- tung (geplant) | Einspeisung in TWh |
| ----- | ---------- | --------- | ---------- | ------------------------------- | ----------------------- | ---------------------- | ---------- | ------------------ | --------------------------- | --------------------------------- | ----------------------- | ------------------ |
| 1     | PWR        | CPR-1000  | In Betrieb | 1061                            | 1119                    | 2905                   | 18.08.2007 | 16.01.2013         | 17.02.2013                  | 06.06.2013                        | –                       | 66,37              |
| 2     | PWR        | CPR-1000  | In Betrieb | 1061                            | 1119                    | 2905                   | 28.03.2008 | 24.10.2013         | 23.11.2013                  | 13.05.2014                        | –                       | 51,40              |
| 3     | PWR        | CPR-1000  | In Betrieb | 1061                            | 1119                    | 2905                   | 07.03.2009 | 27.10.2014         | 23.03.2015                  | 16.08.2015                        | –                       | 42,33              |
| 4     | PWR        | CPR-1000  | In Betrieb | 1061                            | 1119                    | 2905                   | 15.08.2009 | 05.03.2016         | 01.04.2016                  | 08.06.2016                        | –                       | 33,31              |
| 5     | PWR        | ACPR-1000 | In Betrieb | 1061                            | 1119                    | 2905                   | 29.03.2015 | 13.06.2021         | 25.06.2021                  | 31.07.2021                        | –                       | 4,72               |
| 6     | PWR        | ACPR-1000 | In Betrieb | 1061                            | 1119                    | 2905                   | 24.07.2015 | 21.04.2022         | 02.05.2022                  | 23.06.2022                        | –                       | –                  |